# Проголошення латвійської держави 18 листопада 1918 року
«Проголошення Латвійської держави 18 листопада 1918 року» (латис. Latvijas Republikas pasludināšana 1918. gada 18. novembrī) — фотографія Віліса Рідзеніекса, єдине візуальне свідчення моменту проголошення Латвійської Республіки.

## Історія
Зйомка була проведена 18 листопада 1918 у Другому міському театрі. Великоформатну фотографію (170 на 120 см) Рідзеніекс видрукував на початку 1920-х, виділивши за допомогою кольорової туші головних дійових осіб і червоно-біло-червоний прапор. Фотографія довгий час виставлялася у вітрині фотомайстерні Рідзеніекса на вулиці Вальню.
Після смерті автора фотографія зберігалася у його вдови. На початку 1990-х фотографія була придбана за особисті кошти Гунарсом Янайтісом і передана в Музей історії Риги і мореплавства, де виставляється щорічно в листопаді на свята.

## Сюжет
На фотографії зображено 38 членів Народної ради Латвії (відсутні голова ради Яніс Чаксте і ще один член ради). Представники Латвійської селянської спілки стоять зліва, ЛСДПР — справа, інших партій — в центрі. На задньому плані розташувалися інші учасники свята.

### У першому ряду стоять (зліва направо)
- Ґуставс Земґалс (ЛРДП, 1871-1939);
- Мардєрс Скуєньекс (ЛСДПР, 1894-1941);
- Карліс Улманіс (ЛСС, 1877-1942);
- Іван Петрович Заліт (ЛРДП, 1874-1919);
- Ерастс Біті (ЛДП, 1888-1942);
- Емілс Скубікіс (ЛПСР, 1875-1944);
- Станіслав Камбала (ЛСП, 1893-1941).

### У другому ряду стоять (зліва направо)
- Ото Нонацс (ЛСС, 1890-1942);
- Едмундс Фрейвалдс (ЛСС, 1891-1922);
- Ернестс Бауерс (ЛСС, 1882-1926);
- Микола Свемпс (ЛСС, 1889-1944);
- Яніс Берзіньш (ЛСС, 1894-?);
- Яніс Акуратерс (ЛНДП, 1876-1937);
- Мікеліс Валтерс (ЛСС, 1874-1968);
- Атіс Кеніньш (ЛНДП, 1874-1961);
- Едуардс Страутніекс (ЛПР, 1886-1946);
- Спріціс Паегле (1876-1962);
- Давідс Голтс (ЛДП, 1867-1948);
- Рудолфс Бенуссі (ЛРДП, 1881—1940);
- Яніс Бергсонс (ЛДП, 1881—1960);
- Карліс Каспарсонс (ЛРДП, 1865—1962);
- Мікеліс Бружіс (ЛДП, 1868-1941);
- Андрейс Петревіцс (ЛСДПР, 1883-1939);
- Карліс Куршевіцс (ЛСДПР, 1874-1938);
- Паулс Калниньш (ЛСДПР, 1872-1945);
- Клара Калниня (ЛСДПР, 1874-1964);
- Фріціс Мендерс (ЛСДПР, 1885-1971).

### У третьому ряду стоять (зліва направо)
- Яніс Амперманіс (ЛСС, 1889-1942);
- Віліс Гулбіс (ЛСС, 1890-1942);
- Карліс Ванагс (ЛСС, 1883-1942);
- Яніс Варсбергс (ЛСС, 1879-1961);
- Петеріс Мурітіс (ЛСС, 1891-1924);
- Юлійс Целмс (ЛСДПР, 1879-1935);
- Бруно Калниньш (ЛСДПР, 1899-1990);
- Едуардс Траубергс (ЛПСР, 1883-1965);
- Карліс Албертіньш (ЛПСР, 1889-1925);
- Аугустс Ранькіс (ЛДП, 1875-1937);
- Артурс Жерсена (ЛСС, 1885-1944).